# Cenup Demiryolları
| Spurweite: | 1435 mm (Normalspur) |                                   |                                   |
| |                      |                                   |                                   |
| Cenup Demiryolları |                      |                                   |                                   |
| \| \| \| Bagdadbahn von Aleppo \| \| \| \| \| Staatsgrenze Syrien–Türkei \| \| \| \| 59,7 \| Çöbanbey \| Çöbanbey \| \| \| 80,6 \| Akköyunlu \| Akköyunlu \| \| \| 101,2 \| Oncüler \| Oncüler \| \| \| 104,1 \| Arslanli \| Arslanli \| \| \| \| von Istanbul-Haydarpaşa und Adana \| \| \| \| 115,0 174,9 \| Karkamiş früher: Dscherablus \| Karkamiş früher: Dscherablus \| \| \| \| Euphrat \| \| \| \| 189,0 \| Göksu \| Göksu \| \| \| 200,4 \| Mutluca \| Mutluca \| \| \| 212,6 \| Mürşitpınar \| Mürşitpınar \| \| \| 232,9 \| Bekçiler \| Bekçiler \| \| \| 253,8 \| Gültepe \| Gültepe \| \| \| 273,8 \| Akçakale früher: Tell Ebiad \| Akçakale früher: Tell Ebiad \| \| \| 294,4 \| Zenginova \| Zenginova \| \| \| 315,0 \| Goçar \| Goçar \| \| \| 336,5 \| Sayarlı früher: El Tuem \| Sayarlı früher: El Tuem \| \| \| 358,1 \| Gökçayır \| Gökçayır \| \| \| 377,9 \| Ceylanpınar früher: Ras al-Ayn \| Ceylanpınar früher: Ras al-Ayn \| \| \| 399,6 \| Gürpınar \| Gürpınar \| \| \| 416,8 \| Akdoğan \| Akdoğan \| \| \| \| Alaki Çimento Fabrikası \| \| \| \| 440,0 \| Şenyurt früher: Derbisiye \| Şenyurt früher: Derbisiye \| \| \| \| nach Mardin \| \| \| \| 454,0 \| Arpatepe \| Arpatepe \| \| \| 462,2 \| Toruntepe \| Toruntepe \| \| \| 483,6 \| Serçehan \| Serçehan \| \| \| 498,6 \| Nusaybin \| Nusaybin \| \| \| \| Staatsgrenze Türkei–Syrien \| \| \| \| \| nach Bagdad und Deir ez-Zor \| \| |                      |                                   |                                   |
| Strecke (außer Betrieb) |                      | Bagdadbahn von Aleppo             | Bagdadbahn von Aleppo             |
| Grenze (Strecke außer Betrieb) |                      | Staatsgrenze Syrien–Türkei        | Staatsgrenze Syrien–Türkei        |
| Bahnhof (Strecke außer Betrieb) | 59,7                 | Çöbanbey                          | Çöbanbey                          |
| Bahnhof (Strecke außer Betrieb) | 80,6                 | Akköyunlu                         | Akköyunlu                         |
| Bahnhof (Strecke außer Betrieb) | 101,2                | Oncüler                           | Oncüler                           |
| Bahnhof (Strecke außer Betrieb) | 104,1                | Arslanli                          | Arslanli                          |
| Abzweig ehemals geradeaus und von links |                      | von Istanbul-Haydarpaşa und Adana | von Istanbul-Haydarpaşa und Adana |
| Bahnhof | 115,0 174,9          | Karkamiş früher: Dscherablus      | Karkamiş früher: Dscherablus      |
| Brücke über Wasserlauf |                      | Euphrat                           | Euphrat                           |
| Bahnhof | 189,0                | Göksu                             | Göksu                             |
| Bahnhof | 200,4                | Mutluca                           | Mutluca                           |
| Bahnhof | 212,6                | Mürşitpınar                       | Mürşitpınar                       |
| Bahnhof | 232,9                | Bekçiler                          | Bekçiler                          |
| Bahnhof | 253,8                | Gültepe                           | Gültepe                           |
| Bahnhof | 273,8                | Akçakale früher: Tell Ebiad       | Akçakale früher: Tell Ebiad       |
| Bahnhof | 294,4                | Zenginova                         | Zenginova                         |
| Bahnhof | 315,0                | Goçar                             | Goçar                             |
| Bahnhof | 336,5                | Sayarlı früher: El Tuem           | Sayarlı früher: El Tuem           |
| Bahnhof | 358,1                | Gökçayır                          | Gökçayır                          |
| Bahnhof | 377,9                | Ceylanpınar früher: Ras al-Ayn    | Ceylanpınar früher: Ras al-Ayn    |
| Bahnhof | 399,6                | Gürpınar                          | Gürpınar                          |
| Bahnhof | 416,8                | Akdoğan                           | Akdoğan                           |
| Abzweig geradeaus und nach links |                      | Alaki Çimento Fabrikası           | Alaki Çimento Fabrikası           |
| Bahnhof | 440,0                | Şenyurt früher: Derbisiye         | Şenyurt früher: Derbisiye         |
| Abzweig geradeaus und nach links |                      | nach Mardin                       | nach Mardin                       |
| ehemaliger Bahnhof | 454,0                | Arpatepe                          | Arpatepe                          |
| Bahnhof | 462,2                | Toruntepe                         | Toruntepe                         |
| Bahnhof | 483,6                | Serçehan                          | Serçehan                          |
| Kopfbahnhof Strecke ab hier außer Betrieb | 498,6                | Nusaybin                          | Nusaybin                          |
| Grenze (Strecke außer Betrieb) |                      | Staatsgrenze Türkei–Syrien        | Staatsgrenze Türkei–Syrien        |
| Strecke (außer Betrieb) |                      | nach Bagdad und Deir ez-Zor       | nach Bagdad und Deir ez-Zor       |

Die türkische Cenup Demiryolları (CD; deutsch Südbahn-Aktiengesellschaft) war von 1933 bis 1948 Eisenbahninfrastrukturunternehmen für den in der Türkei gelegenen Abschnitt der Bagdadbahn zwischen Çöbanbey und Nusaybin betrieb.

## Entstehung
Nachdem 1933 das Teilstück der Bagdadbahn zwischen Adana und Fevzipaşa von der türkischen Staatsbahn Türkiye Cumhuriyeti Devlet Demiryolları (TCDD) übernommen worden war, wurde die Rechtsvorgängerin, die französisch-syrische Société d’Exploitation des Chemins de fer Bozanti – Alep – Nissibie et Prolongements zum 1. Juli 1933 aufgelöst. An ihre Stelle trat für die verbleibende Strecke auf türkischem Staatsgebiet zwischen Çöbanbey und Nusaybin, ein Inselbetrieb, als Eisenbahninfrastrukturunternehmen die türkische Südbahn-Aktiengesellschaft.
Betriebsführerin, also Eisenbahnverkehrsunternehmen, war auch auf dieser, auf türkischem Staatsgebiet gelegenen Strecke, die französisch-syrische Gesellschaft Société du Chemin de fer Damas–Hamah et Prolongements (D.H.P.).

## Ende
1948 übernahm der türkische Staat zum Abschluss seiner Verstaatlichungspolitik auch das letzte Teilstück der auf seinem Territorium gelegenen Bagdadbahn bis zur Grenze in Nusaybin. Eigentum und Betrieb gingen auf die TCDD über, die Südbahn-Aktiengesellschaft wurde liquidiert.